# Battaglia di Tucumán
La battaglia di Tucumán, combattuta il 24 e 25 settembre 1812 nell'ambito delle guerre d'indipendenza ispanoamericana, fu uno scontro armato tra le truppe realiste fedeli al Viceré del Perù José Fernando de Abascal y Sousa, comandate da Pío de Tristán, e l'esercito delle Province Unite del Río de la Plata, entità stabilitasi in America del Sud in seguito agli avvenimenti seguiti alla Rivoluzione di Maggio, al cui comando era stato nominato Manuel Belgrano.
La battaglia si svolse nei pressi della città di San Miguel de Tucumán e vide la vittoria dell'esercito patriota di Belgrano, che grazie ad essa riuscì ad arrestare l'avanzata realista seguita alla sconfitta degli indipendentisti nella battaglia di Huaqui.

## Antefatti
Dopo la battaglia di Huaqui del 20 giugno 1811, l'intero Alto Perù era rimasto in mano alle truppe realiste: il viceré del Perù Abascal, accarezzando il sogno di soffocare la rivolta di Buenos Aires con l'aiuto delle forze di Francisco Javier de Elío, installatosi a sua volta a Montevideo, aveva infatti lanciato le truppe realiste alla controffensiva.
Nel frattempo a Buenos Aires il Primo Triumvirato aveva sostituito la Giunta Grande; nel novembre del 1811 il nuovo governo aveva proclamato la nascita delle Province Unite del Río de la Plata, dichiarando di fatto chiusa l'esperienza dell'antico vicereame. La situazione della nuova entità statale si era fatta particolarmente difficile, minacciata dalle truppe realiste in Alto Perù e nella Banda Oriental; il governo rivoluzionario considerò prioritario difendersi dal pericolo rappresentato dalla città di Montevideo, appoggiata dalla flotta spagnola e dalle truppe portoghesi stanziate nei dintorni.
Il disegno di Abascal ricevette un duro colpo il 20 ottobre 1811, quando Elío firmò un armistizio con il Triumvirato; ciononostante, i realisti continuarono la loro avanzata, frenata però da una serie di sollevazioni interne delle popolazioni dell'Alto Perù. Il viceré spinse il comandante delle truppe realiste, José Manuel de Goyeneche, ad inseguire il nemico in rotta; in questo contesto il tentativo da parte di Eustoquio Díaz Vélez di cogliere di sorpresa l'avanguardia spagnola con alcuni reparti dell'esercito patriota fallì il 12 gennaio 1812 nella battaglia di Nazareno.
Nominato comandante dell'esercito dal Triumvirato in sostituzione di Juan Martín de Pueyrredón, che aveva rassegnato le dimissioni per motivi di salute, Manuel Belgrano prese possesso dell'incarico il 27 marzo 1812 a Yatasto, vicino a Salta; la sua prima preoccupazione fu quella di riorganizzare i resti dell'esercito patriota. Nelle comunicazioni inviate a Buenos Aires, il nuovo comandante informò il proprio governo sulla difficile situazione trovata: le diserzioni erano un fenomeno cronico, le truppe indisciplinate, i soldati malati, gli ufficiali inesperti e la popolazione del luogo era, se non ostile, indifferente. La scarsa capacità di combattimento delle forze a disposizione impedì a Belgrano di correre in soccorso dei ribelli di Cochabamba; la città dell'Alto Perù fu teatro di una dura controffensiva da parte di Goyeneche, che, dopo averla occupata il 27 maggio, abbandonò le sue truppe al saccheggio.
La riconquista di Cochabamba permise a Goyeneche di lanciare la sua avanguardia, al comando del cugino Juan Pío Tristán, contro le posizioni dell'esercito delle Province Unite. Da parte sua, Belgrano lanciò la coscrizione obbligatoria per tutti i maschi tra i 16 e i 35 anni nelle città di frontiera di San Salvador de Jujuy e di Salta e, con un proclama del 29 luglio, dispose lo spostamento forzoso di tutta la popolazione e dei beni di prima necessità dando vita a quello che fu chiamato Éxodo Jujeño (“Esodo da Jujuy”); in questo modo si ritirò verso San Miguel de Tucumán lasciando terra bruciata all'esercito realista.
Gli ordini impartiti da Buenos Aires a Belgrano, accompagnati da esplicite minacce in caso di non osservanza, erano quelli di salvaguardare le proprie truppe e ritirarsi all'interno del territorio delle Province Unite; lo scontro armato del 3 settembre 1812 nei pressi di Las Piedras tra l'avanguardia realista e la retroguardia patriota, conclusosi in favore di quest'ultima, riuscì tuttavia ad infondere fiducia al comandante rivoluzionario, che decise di difendere la sua posizione a Tucumán. Tristán, che aveva ricevuto ordine di fermarsi a Salta per aspettare rinforzi, conscio della superiorità numerica delle sue truppe rispetto a quelle nemiche, si preparò così ad attaccare.

## La battaglia
La mattina del 24 settembre Tristán, giunto nei pressi di Tucumán, si trovò di fronte l'esercito rivoluzionario. Convinto che il nemico si aspettasse l'attacco da nord, iniziò una serie di manovre per aggirare le sue posizioni e guadagnare il cammino per Santiago del Estero; in tal modo avrebbe costretto l'esercito patriota ad asserragliarsi in città, dove avrebbe potuto essere assediato. Accortosi della manovra realista, Belgrano fu costretto ad ordinare un'inversione di marcia, che fu tanto rapida da portare il suo esercito su posizioni vantaggiose contro il fianco sinistro nemico, quando Tristán ancora non era riuscito a dispiegare le sue truppe.
Il comandante patriota aveva suddiviso la sua fanteria in tre tronconi, guidati a sinistra da José Superí, al centro da Ignacio Warnes e a destra da Carlos Forest; dietro di esse Manuel Dorrego comandava la riserva. All'ala destra, appoggiata ad un bosco e parzialmente nascosta in esso si trovava la cavalleria di Juan Ramón González de Balcarce, composta da volontari gauchos, mentre un altro reparto di cavalleria meno numeroso occupava la sinistra; l'artiglieria, al comando del barone austriaco Holmberg, era posta tra gli spazi vuoti dei tre battaglioni di fanteria. Accortosi della presenza del nemico sul fianco, Tristán fece disporre in fretta i suoi cinque battaglioni a formare altrettante colonne.
I primi spari furono esplosi dall'artiglieria patriota, e colpirono l'ala sinistra della fanteria realista, comandata dal colonnello Barreda; quest'ultimo, senza aspettare l'ordine del suo comandante ancora impegnato a far montare la propria artiglieria, lanciò i suoi uomini in un assalto alla baionetta in ordine sparso, nella maniera in cui l'esercito era abituato ad operare contro gli indios, facendo perdere ordine allo schieramento e prestando il fianco ad attacchi di sorpresa. Vedendo le proprie file retrocedere di fronte all'attacco, Dorrego intervenne con la riserva; nello stesso tempo Balcarce lanciò all'assalto la sua cavalleria, facendola uscire dal bosco in cui si era nascosta, aggirando il fianco sinistro realista e piombando sulla retroguardia e sulle salmerie.
Nel frattempo, l'ala destra realista era riuscita a sfondare le linee nemiche, dove operava la fanteria di Superí, ma lo sbandamento dell'intero schieramento di sinistra costrinse anch'essa a seguire il movimento di ritirata dell'intero esercito. La completa disfatta realista fu evitata dal fatto che la cavalleria patriota, anziché inseguire i nemici in ritirata, si dedicò al saccheggio di armi e munizioni, portando in seguito il bottino all'interno della città.
Tristán riuscì a ricomporre le sue truppe a qualche chilometro di distanza dal campo di battaglia, mentre gli ufficiali patrioti decisero di ritirare i propri reparti dentro la città, fortificandosi in essa; ne rimase fuori invece lo stesso Belgrano, che, rimasto al comando di un reparto di cavalleria, si era ritirato in un luogo chiamato Rincón ad una ventina di chilometri a sud della città. All'intimazione di resa della piazza da parte di Tristán rispose duramente Eustoquio Díaz Vélez, primo aiutante del comandante patriota, consapevole del fatto che l'esercito nemico si trovava ormai privo di munizioni.
Il giorno seguente, Belgrano partì a capo di una colonna di 500 cavalieri in direzione di Tucumán; trovatosi di fronte alle truppe realiste chiese la loro resa, che Tristán rifiutò. Considerando le sue truppe troppo scarse per lanciare l'attacco, tuttavia, fece accampare i suoi uomini in posizione favorevole per impedire la ritirata del nemico. La notte tra il 25 e il 26 settembre, tuttavia, Tristán riuscì a riprendere il cammino per Salta eludendo la vigilanza patriota. Al suo inseguimento Belgrano lanciò un drappello insufficiente ad impedire la ritirata realista.

## Conseguenze
A giudizio di Bartolomé Mitre, futuro presidente dell'Argentina, la battaglia di Tucumán ebbe un'importanza fondamentale nella storia dell'America del Sud, contribuendo non solo al salvataggio della Rivoluzione di Maggio, ma anche in maniera efficace all'intero processo dell'indipendenza ispanoamericana.
Per la fazione realista la battaglia fu un durissimo colpo, dal momento che significò la fine dell'avanzata militare, la perdita di un numero considerevole di uomini e armi e soprattutto la mancata opportunità di piegare i rivoluzionari di Buenos Aires nel loro momento più difficile; inoltre la sconfitta acuì le divergenze tra il viceré Abascal, convinto della provvisorietà della rivoluzione, e il comandante dell'esercito Goyeneche, per il quale la soppressione militare dei rivoltosi era destinata a fallire nel lungo termine.
Nel campo patriota, al contrario, la battaglia risollevò il morale dei rivoluzionari. L'Esercito del Nord, che era riuscito inaspettatamente a fermare la controffensiva realista, si preparò in tal modo ad assestare l'offensiva su Salta. Lo scontro ebbe importanti conseguenze anche a Buenos Aires, dove il governo, che aveva ordinato a Belgrano di ritirarsi, si trovò completamente screditato dalla vittoria; gli oppositori di Bernardino Rivadavia e Juan Martín de Pueyrredón presero così vigore e dopo una serie di scontri politici, l'8 ottobre 1812 il cabildo di Buenos Aires, appoggiato da alcuni reparti militari, dichiarò conclusa l'esperienza del Primo Triumvirato ed elesse il Secondo Triumvirato.